# Центр финансовых технологий
Центр Финансовых Технологий (ЦФТ) — компания, работающая в области информационных технологий для финансового сектора с 1991 года.
Основная деятельность ЦФТ связана с проектированием, разработкой и тиражированием решений для кредитно-финансовых организаций (АБС), IT-консалтингом и обучением банковских специалистов.
Офисы ЦФТ находятся в Москве, Санкт-Петербурге, Новосибирске, Екатеринбурге, Калининграде, Ростове-на-Дону, Омске, Томске, Перми, Самаре, Хабаровске.

## Продукты и услуги

### Банковские системы ЦФТ
В области автоматизации банковской деятельности ЦФТ предлагает программные решения, охватывающие все направления деятельности кредитной организации:
- ЦФТ-Банк — Платформа 1 — централизованная система для автоматизации операционной, учётной, управленческой деятельности банка (автоматизированная банковская система)
- ЦФТ-Банк — Платформа 2 MCA — Технологическая платформа для разработки и использования важных банковских приложений, способная обрабатывать большие объемы информации.
- Новый ЦФТ-Банк — Единый фронт-офис, управление каналами продаж, бизнес-анализ, управление коммуникациями с клиентами.
- Каталог продуктов ЦФТ — Более 330 готовых финансовых приложений для автоматизированной банковской системы.
- ИБСО
- ЦФТ - Ритейл банк (РБС)

## Конкуренты на банковском рынке
Основными конкурентами компании на российском рынке являются компании Диасофт, R-Style, Ланит и другие.

## Достижения, роль на рынке
Согласно данным различных рейтингов, ЦФТ входит в число крупнейших ИТ-компаний РФ, по многим показателям является лидером российского рынка разработчиков ПО для финансового рынка. ЦФТ занимает второе место в TOP-10 российских ИТ-компаний разработчиков программного обеспечения по индексу, характеризующему масштабы бизнеса, по версии издательского дома «КоммерсантЪ», занимает 5-е место в TOP-10 российских компаний-разработчиков программного обеспечения по показателю «Объем реализации», согласно РА Эксперт. В рейтинге крупнейших IT-компаний России по всем отраслям компания заняла 20-е место. В 2010 году компания стала лауреатом Премии пятилетия «Финансовая Элита России 2005—2010 гг.» в номинации «За вклад в развитие инновационных продуктов для банков».
Согласно ежегодному рейтингу «The IBS Sales League Table 2011», составленному «IBS Publishing» (Англия), в 2010 году в секторе российских поставщиков банковского ПО Центр Финансовых Технологий занял второе место по числу новых контрактов, заключенных с банками России и СНГ. В 2012 году компания вошла в Топ-10 инновационных компаний России рейтинга ТехУспех.
1-е место по показателю «Выручка от проектов в банковском секторе» среди российских компаний-разработчиков ПО для финансового сектора
Рейтинг «ИТ в банках и страховых компаниях 2014», (составлен агентством CNews Analytics (CNA), октябрь 2014 г.)
2-е место в TOP-5 ИТ-компаний, предоставляющих услуги сервисной поддержки и аутсорсинга
Рейтинг «Российские информационные и коммуникационные технологии, 2013», РА «Эксперт» (май, 2014 г.)
13-е место в TOP-20 крупнейших IT-компании России
Рейтинг «Крупнейшие IT-компании России — 2014» («РИА Рейтинг», июль 2013 г.)
151-е место в списке пятисот крупнейших в мире разработчиков ПО и поставщиков ИТ-услуг
Software 500